# ۳۶۳ (پیش از میلاد)
۳۶۳ (پیش از میلاد) ۳۶۳مین سال قبل از تقویم میلادی است.